# Sven Wollter
Sven Justus Fredrik Wollter (11. ledna 1934, Göteborg, Švédsko - 10. listopadu 2020, Luleå) byl švédský herec, který za své role získal Zlatohlávka a Cenu za nejlepší mužský herecký výkon na Mezinárodním filmovém festivalu Karlovy Vary.

## Kariéra
Hrál v řadě významných filmů, např. Oběť, Muž na střeše, Muž z Mallorky, Änglagård (angl. House of Angels) a Jerusalem. Za své role ve filmech Muž z Mallorky a Sista leken získal na 15. ročníku filmových cen Zlatohlávek (v roce 1984) toto ocenění jako nejlepší herec v hlavní roli.
Hrál také v řadě TV seriálů, např. Hemsöborna, anglicky Natives of Hemsö z roku 1966 (podle románu Lidé na Hemsö (Hemsöborna) Augusta Strindberga a Raskenové z roku 1976 (podle románu Vilhelma Moberga), které významně přispěly k jeho herecké kariéře. V letech 2005 až 2006 vytvořil také roli hlavního kriminálního inspektora na penzi Van Veeterena v několika filmech natočených podle krimi románů Håkana Nessera se stejnou hlavní postavou. Vytvořil také řadu významných rolí v divadle (Norrköping-Linköping státní divadlo, soukromé Vasateatern ve Stockholmu, Stockholms stadsteater: Stockholmské městské divadlo a v dalších divadlech).
Párkrát se objevil také v hollywoodských produkcích, za zmínku stojí zejména historická fikce Vikingové z roku 1999 (původní anglický název The 13th Warrior), natočená podle románové předlohy Pojídači mrtvých (anglicky Eaters of the Dead) spisovatele a producenta Michaela Crichtona, režie John McTiernan. Sven Wollter zde vytvořil roli krále Hrothgara.
Sven Wollter byl jako umělec od mládí aktivní ve švédském komunistickém hnutí a je dlouholetým členem Švédské komunistické strany, dříve KPML(r). Jeho aktivity zde zahrnují Fria Proteatern a úspěšný Tältprojektet (anglicky The Tent Project): doslova tedy Projekt stan. Tältprojektet je muzikálové představení z roku 1977 o historii švédské pracující třídy od roku 1879 do doby konání projektu (1977). Na představení se podílelo přes 100 lidí (herci a muzikanti). Projekt byl radikálně levicový, ale zúčastnilo se ho mnoho osob z různých politických směrů. Turné navštívilo téměř všechna města ve Švédsku a také některá v Dánsku, představení se konala ve velkém cirkusovém stanu a celkem je navštívilo více než 100 000 lidí. Některé písně z představení byly později vydány na dlouhohrající gramofonové desce: mezi nejznámější písně patří Aldrig mera krig (Nikdy víc válku) a Vi äro tusenden (Jsou nás tisíce). Sven Wollter v představení hrál jednu z hlavních rolí, postavu klauna.,
V roce 2018 obdržel kontroverzní švédskou Leninovu cenu spojenou s odměnou 100 000 švédských korun (přibližně 10 000 euro). Jedná se o každoročně udělovanou švédskou kulturní cenu, její přesný název do roku 2015 byl Jan Myrdals stora pris – Leninpriset (Velká cena Jana Myrdala – Leninova cena), od roku 2016 se jmenuje Jan Myrdalbibliotekets stora pris – Leninpriset (Cena knihovny Jana Myrdala – Leninova cena). Jan Myrdal (narozen 1927) je švédský autor, krajně levicový novinář, esejista a debatér.

## Osobní život
Jeho manželkami nebo partnerkami byly: Maja-Brita Mossbergová (1956–1958), Annie Jenhoffová (1960–1967, která je také herečkou), Evabritt Strandbergová (1966–1970, zpěvačka a herečka). Viveka Seldahlová (od roku 1977 do její smrti v roce 2001, byla také herečkou). V roce 2003 se Wollter oženil s Lisou Wedeovou, která je novinářkou.
Sven Wollter má pět dětí se čtyřmi partnerkami. Annie Jenhoffová je matkou dvou dětí: Ylva (1962–1992) a Stina Margareta Ulrika Wollterová (narozená 1964) je švédská umělkyně, autorka a účinkuje také v televizi. Evabritt Strandbergová je matkou dcery Liny Wollterové. Viveka Seldahlová (1944–2001) měla s Wollterem syna Karl Seldahla (1975), který je filmový a divadelní režisér. Maria Lindgren je matkou Wollterova nejmladšího syna Magnuse.,
Wollter měl bratra, Karl-Anders Ingvar Wollter (7. květen 1927 – duben 2017) byl švédský diplomat, který v 70. letech působil na několika ambasádách v afrických zemích, poté byl švédským velvyslancem v Argentině (1977–1980), Mexiku (1980–1985), Španělsku (1986–1989) a Řecku (1989–1993). Jeho synovec, Claes Brian Christopher Wollter, narozený 5. února 1972 v osadě Vänge v kraji Uppsala (asi 10 km východně od Uppsaly, hlavního města kraje), je švédský herec, zpěvák a televizní moderátor. V televizi začal účinkovat již ve věku 13 let, v programu pro děti a mládež Barnjournalen.

## Výběrová filmografie
- Jsem zvědavá žlutě (1967): experimentální „film ve filmu“, druhou část tvoří film Jsem zvědavá modře (kde Vollter nehrál): názvy vycházejí z barev švédské vlajky. Zajímavost: ve filmu hraje Olof Palme sám sebe. Film získal Zlatohlávka (Lena Nymanová).[14]
- Bílá stěna: film získal ocenění na Mezinárodním filmovém festivalu v Moskvě v roce 1975 (za nejlepší ženskou roli).[15]
- Raskenové (1976): sedmidílný švédský televizní seriál podle románové předlohy Vilhelma Moberga.[16]
- Kallocain (1976): švédský televizní seriál podle antiutopického románu Kallocain švédské spisovatelky Karin Boyeové.[17]
- Muž na střeše (1976): scénář a režie Bo Widerberg), krimi thriller podle románové předlohy Säffleská bestie švédské autorské dvojice Maj Sjöwallová – Per Wahlöö. I když přímo Wolter ocenění za svou roli kriminalisty Lennarta Kollberta nezískal, film obdržel hned dva Zlatohlávky a měl příznivé kritiky (zvláště byly oceňovány dialogy). Současně byl i komerčně velmi úspěšný: stal se nejnavštěvovanějším filmem domácí švédské produkce až do roku 1982, kdy ho překonal film Fanny a Alexandr režiséra Ingmara Bergmana). Mezinárodní kritika pak film označila za první švédský thriller světové úrovně.[18]
- Muž z Mallorky (1984): scénář a režie Bo Widerberg), další úspěšný krimi thriller tohoto režiséra, tentokrát podle románu Grisfesten od Leif G. W. Perssona, který je inspirován skutečnými událostmi (na rozdíl od některých dalších knih autora, tato dosud nebyla přeložena do češtiny). Sven Wollter za svou roli kriminalisty (inspektor Jarnebring) získal Zlatohlávka (společně s filmem Sista leken z téhož roku).[19],[20].
- Sista leken (1984): anglicky The Last Summer je švédsko-finské drama, režie Jon Lindström.
- Oběť: švédsky Offret – Sacrificatio, anglicky The Sacrifice je poslední film Andreje Tarkovského (krátce po dokončení zemřel na rakovinu), který je vedle režie i autorem scénaře, hlavním kameramanem byl Sven Nykvist. Tento švédský film (koprodukce Francie a Spojené království) se skoro celý natáčel na švédském ostrově Fårö, několik scén na ostrově Gotland. Sven Wollter zde hrál postavu Victora. Film získal hned čtyři různá ocenění na Filmovém festivalu v Cannes, navíc byl ještě nominován na Zlatou palmu. Dále získal dvě ocenění Zlatohlávek a cenu Britské akademie filmového a televizního umění za neanglicky mluvený film.[21]
- Änglagård, anglicky House of Angels (1994): švédské drama odehrávající se v malé vesnici v jižním Švédsku (v historické provincii Västergötland).
- Jerusalem (1996): drama v koprodukci Švédsko, Dánsko, Norsko, Finsko a Island, režie dánský režisér Bille August, podle stejnojmenného románu Selmy Lagerlöfová. Film získa jednoho Zlatohlávka a na další dva Zlatohlávky byl nominován.[22]
- Vikingové, původní anglický název The 13th Warrior (1999), podle románové předlohy Michaela Crichtona.
- Píseň pro Martina (2001): dvakrát Zlatohlávek a čtyři další nominace, dvě vítězství a jedna další nominace na MFF Karlovy Vary, jednu ze dvou cen získal právě Sven Wollter za nejlepší mužský herecký výkon (role Martina).[23]
- Van Veeteren... (2005 až 2006): série šesti krimi filmů, jejichž názvy ve švédštině vždy začínají jménem hlavní postavy, kterou je Van Veeteren, kriminální inspektor na penzi. Filmy byly natočeny podle románů Håkana Nessera. Část těchto románů byla přeložena i do češtiny, v brněnském nakladatelství MOBA.
- Skřítkové a trollové: Tajemná komnata (2008): animovaný film, Sven Wollter namluvil jednu z postav (Fassa).
- Výpadky proudu (2012).
- Tři slova (2015).